# Carybdea murrayana
Carybdea murrayana es un cubozoo de la familia Carybdeidae.Que se distribuye en los mares de Sudáfrica. 